# NPa Miramar (P-74)
O NPa Miramar (P-74) será um navio-patrulha da Classe Macaé, o último da classe. atualmente o navio se encontra em construção para a Marinha do Brasil, tendo o lançamento previsto para 2028.

## História
A construção dos navios é parte do PRONAPA (Programa de obtenção de navios patrulha) da Marinha do Brasil. O PRONAPA está inserido no Novo Programa de Aceleração do Crescimento (Novo PAC) do Governo Federal, no eixo de Inovação para a Indústria de Defesa. A parceria do Governo Federal com a Marinha do Brasil para a construção dos navios mantém ativa a linha de produção do Arsenal de Marinha do Rio de Janeiro.
No dia 8 de agosto de 2024, foram realizados os primeiros cortes de chapas do casco do futuro navio.
No dia 28 de novembro de 2024, no Arsenal da Marinha no Rio de Janeiro (AMRJ), ocorreu a cerimônia do Batimento de Quilha do navio.

## Missão
Tem por tarefas atuar na fiscalização das Águas Jurisdicionais Brasileiras (AJB), garantindo a segurança do tráfego aquaviário, auxiliam na fiscalização das águas jurisdicionais e atuam no combate a crimes como: contrabando, pesca ilegal e tráfico de drogas. Além de contribuir para a geração de empregos, eles também desempenham um papel vital em missões de busca e salvamento e no apoio à população em áreas isoladas.

## Características
Características gerais (navios anteriores da classe)
- Comprimento total: 54,2 m
- Boca máxima: 8 m
- Calado máximo: 2,5 m
- Deslocamento: 500 t
- Sistema de propulsão: 2 MCP MTU 16V 4000 M90
- Geração de energia: 3 Grupos diesel-geradores MTU
- Velocidade máxima: 21 nós
- Raio de ação a 15 nós: 2.500 MN

Sensores
- Sistema de Navegação Sperry Marine Vision-Master, integrando display eletrônico de navegação o sistema de informação da Sperry Marine, giroscópios, ecobatímetros, radares de navegação, controles, gravadores de missão e outros sensores e subsistemas, formando uma solução completa para planejamento de rotas, navegação e pilotagem; radar de navegação Sperry Marine Vision Master FT-250.

Armamento
- 01 Canhão 40mm L70 (AOS) e 02 Metralhadoras 20mm GAM B01-2

- Autonomia: 10 dias
- Tripulação: 35 5 oficiais e 35 praças